# 贾培源
贾培源 (英語：Pei-yuan Chia, 1939年—)是一位美国华裔银行家，曾经担任美国花旗银行副董事长。

## 生平
1939年出生于香港，家里是上海金融世家，在台湾接受教育，1961年毕业于东海大学经济系，1964年毕业于沃顿商学院MBA项目，毕业后进入美国通用食品公司，1974年加入花旗银行担任消费金融主管，1992年成为花旗银行六位最高决策成员之一，1993年至1996年担任花旗银行副董事长。2002年6月17日起担任中银香港（控股）董事。他还是亚洲协会受托人，凯斯纽荷兰环球和新加坡航空董事，淡马锡控股高级咨询师。

## 荣誉
- 2007年获得东海大学荣誉博士学位。
- 2013年获得美国华人博物馆终身成就奖。

## 家庭

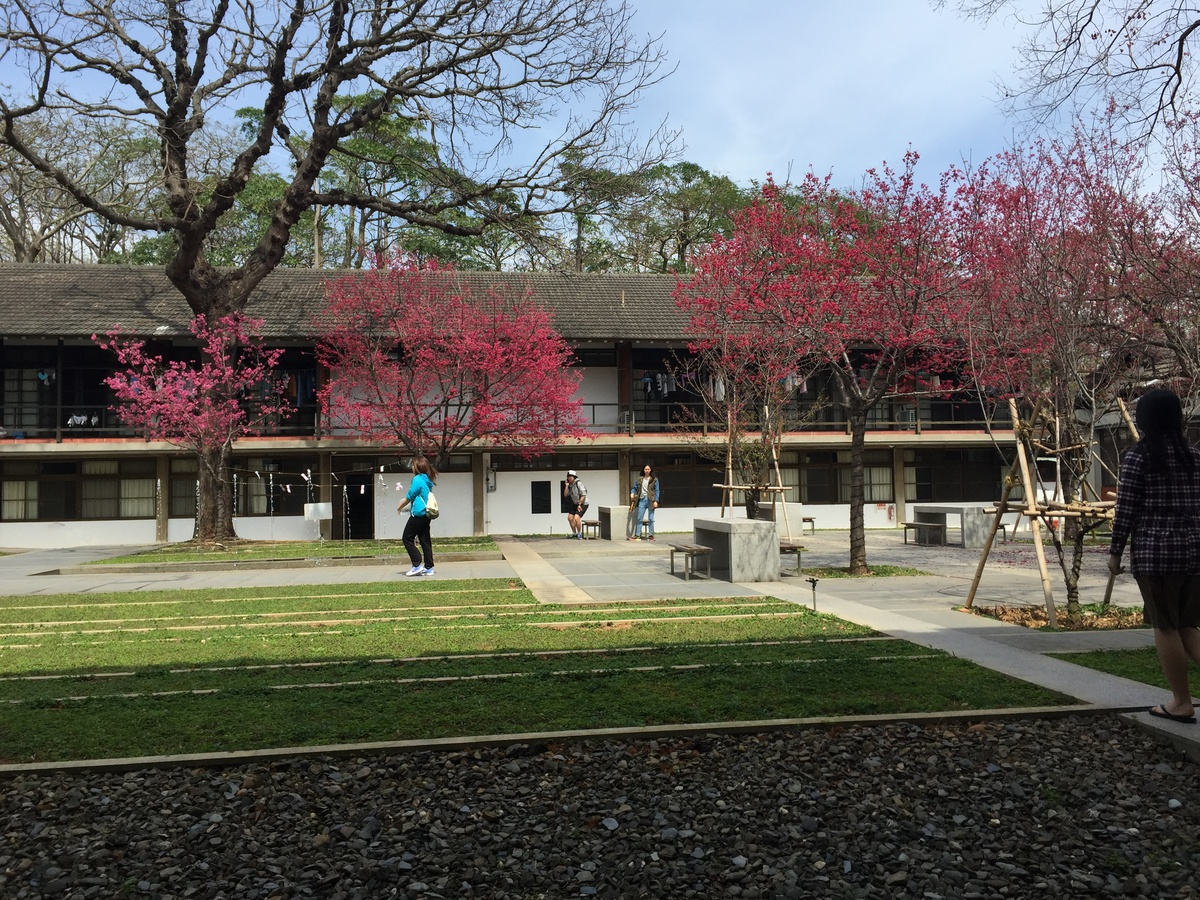
荃園，紀念其妻嚴雋荃

- 父亲贾德怀，是中华民国财政史家、财政官员贾士毅的次子，母亲秦舜华，是中国教育家秦汾的女儿。
- 妻子是严家淦的四女儿严隽荃。在东海大学为亡妻打造以她名字命名的女生宿舍“荃園”（因六十多年前，他常在東海大學女生宿舍門口站崗[4]），並在園內水道的鐫刻石版上刻有一詩：

|                          | 問世間情為何物 直叫人生死相許 緣起緣滅 東海紐約 四十六載 刻骨深情 奈何奈何 未及偕老 相憶餘生 點滴心頭 別矣 吾愛 天長地久今世盡 此情綿綿無絕期 |
| ——賈培源，〈別矣，吾愛〉 | |